# Oradtjärnen (Älvdalens socken, Dalarna, 679304-139383)
Oradtjärnen är en sjö i Älvdalens kommun i Dalarna och ingår i Dalälvens huvudavrinningsområde. Sjön har en area på 0,0551 kvadratkilometer och ligger 409 meter över havet. Sjön avvattnas av vattendraget Stenbäck.

## Delavrinningsområde
Oradtjärnen ingår i det delavrinningsområde (679252-139486) som SMHI kallar för Mynnar i Ugan. Medelhöjden är 490 meter över havet och ytan är 12,5 kvadratkilometer. Det finns inga avrinningsområden uppströms utan avrinningsområdet är högsta punkten. Stenbäck som avvattnar avrinningsområdet har biflödesordning 3, vilket innebär att vattnet flödar genom totalt 3 vattendrag innan det når havet efter 375 kilometer. Avrinningsområdet består mestadels av skog (87 procent). Avrinningsområdet har 0,05 kvadratkilometer vattenytor vilket ger det en sjöprocent på 0,4 procent.